# BMP-30
Der BMP-30 (bulgarisch: БМП-30) ist ein schwimmfähiger Schützenpanzer aus bulgarischer Entwicklung. Die Abkürzung BMP-30 steht im Bulgarischen für бойна машина на пехотата-30, was „Gefechtsfahrzeug der Infanterie 30“ bedeutet und das Kaliber der Hauptwaffe numerisch wiedergibt. Der BMP-30 ist eine deutliche Weiterentwicklung hinsichtlich der Feuerkraft im Vergleich zum Vorgängermodell BMP-23.

## Entwicklungsgeschichte
Mitte der 1970er-Jahre erwarb die Volksrepublik Bulgarien von der Sowjetunion die Lizenz zur Herstellung der 122 mm Selbstfahrlafette 2S1 Gwosdika 122 mm, die auf dem MT-LB-Truppentransporter basierte. Das bulgarische Staatsunternehmen Terem entwickelte auf dieser Grundlage diverse Militärfahrzeugtypen, darunter die Schützenpanzer BMP-30 und BMP-23. Der Schützenpanzer BMP-30 wurde bis Mitte der 1990er-Jahre in nur geringer Stückzahl gebaut.

## Technik
Das Fahrgestell des BMP-30 hat wie die Selbstfahrlafette 2S1 sieben Laufräder pro Seite, während der ursprüngliche MT-LB-Truppentransporter kürzer ist und nur über sechs Laufräder verfügt. Zudem wurde der leistungsstärkere JaMS-238-Dieselmotor eingebaut, der vom russischen Motorenhersteller JaMZ zugeliefert wurde. Allerdings wurde die Leistung auf 302 PS reduziert.
Der Panzer ist ohne Vorbereitung schwimmfähig, lediglich das Schwallbrett am Bug muss für das Durchqueren eines Wasserhindernisses umgeklappt werden. Die Besatzung besteht aus vier Mann. Der Fahrer sitzt rechts vorne, vor dem Antriebsaggregat. Die sieben Mann zählende Schützengruppe besteigt das Fahrzeug durch zwei nach außen öffnende Hecktüren aus Stahl und sitzen Rücken an Rücken quer zur Fahrrichtung im hinteren Bereich des BMP-30 - ähnlich wie im BMP-23. Die Soldaten können mit ihren Schusswaffen durch Schießluken in das Gefecht eingreifen.

## Bewaffnung
Der Turm, der dem des sowjetischen BMP-2 entspricht, ist mit der verbauten Bewaffnung das Hauptunterscheidungsmerkmal zum BMP-23.
Die 30-mm-Maschinenkanone des Typs 2A42 kann gegen Boden- und Luftziele eingesetzt werden und ist wesentlich leistungsstärker als die Hauptwaffe der Vorgängerversion BMP-23, der über eine 23-mm-MK verfügte. Die Waffe hat zwei Feuermodi: langsam (gegen Bodenziele) und schnell (gegen Luftziele). Im langsamen Modus liegt die Kadenz bei 200–300 Schuss pro Minute, im schnellen Modus bei 550 Schuss pro Minute. Die Patronen werden mit einem Zweigurtsystem selektiv zugeführt, was das Umschalten zwischen verschiedenen Munitionsarten erlaubt. Als Sekundärwaffe dient ein achsparalleles 7,62-mm-PKT-Maschinengewehr mit 2000 Schuss.
Für die Bekämpfung gegnerischer gepanzerter Fahrzeuge steht ein auf dem Turmdach montierter Lenkraketenstarter für 9K113 Konkurs- und 9K111 Fagot-Panzerabwehrlenkwaffen zur Verfügung. Das Nachladen erfolgt manuell. Außerdem werden im Fahrzeug MANPADS mitgeführt, die von Besatzungsmitgliedern außerhalb des Kampfwagens gestartet werden müssen.